# Cisterna liquorale
Nell'ambito della neuroanatomia, una cisterna liquorale (o cisterna subaracnoidea) è una porzione espansa dello spazio subaracnoideo. Lo scollamento tra aracnoide e pia madre, infatti, determina in alcuni punti dello spazio subaracnoideo la formazioni di canali allungati, denominati rivi o fiumi in funzione della loro estensione longitudinale, o di ampie dilatazioni che prendono il nome di cisterne liquorali. Quali porzioni dello spazio subaracnoideo, esse sono interessate dalla circolazione liquorale, e possono contenere vasi sanguigni e le porzioni iniziali dei nervi encefalici.

## Caratteristiche e localizzazione
La formazione di cisterne liquorali avviene, in generale, laddove encefalo e il cranio non sono in stretto rapporto: mentre infatti la pia madre riveste intimamente tutto il sistema nervoso, invaginandosi nelle scissure e nei solchi fra le circonvoluzioni cerebrali, l'aracnoide e la dura madre passano a ponte, formando in questo modo dilatazioni dello spazio subaracnoideo, e cioè lo spazio compreso fra le leptomeningi. La presenza di cisterne liquorali è caratteristica del basicranio: in particolare, rimarchevoli sono le cisterne site in corrispondenza dei peduncoli cerebrali e del chiasma ottico, della fessura cerebromidollare, della grande vena cerebrale (di Galeno) e della scissura laterale (di Silvio). 

## Prospetto delle cisterne liquorali di maggiore importanza
Numerose sono le cisterne dell'encefalo; segue un prospetto di quelle più grandi e rilevanti.
| Nome                                                              | Localizzazione | Eventuali strutture rilevanti e comunicazioni con le altre cisterne |
| ----------------------------------------------------------------- | --- | --- |
| Cisterna ambiens                                                  | Circonda a manicotto i peduncoli cerebrali. La porzione dorsale è nota come cisterna quadrigeminale (o della grande vena cerebrale di Galeno). | |
| Cisterna chiasmatica                                              | È la porzione anteriore della cisterna delimitata posteriormente dal margine anteriore del solco pontomesencefalico, anteriormente dal margine anteriore chiasma ottico, lateralmente dalle facce mediali dei lobi temporali. È sita tra il chiasma ottico e il rostro del corpo calloso.                   | Sul suo versante anteriore sbocca la cisterna pericallosa. È attraversata dai nervi ottici (CN II) e da parte dei tratti olfattivi.                                                               |
| Cisterna cerebellomidollare posteriore (o magna)                  | È la cisterna di maggior estensione. Si trova tra la faccia dorsale del bulbo, anteriormente, e la faccia inferiore del cervelletto, posteriormente. La sua formazione è dovuta al passaggio a ponte dell'aracnoide sulla fessura cerebellomidollare.                                                       | Comunica anterolateralemente con il quarto ventricolo tramite il forame di Magendie, sito sul piano mediano di simmetria, e i forami di Luschka, localizzati sulle facce laterali della cisterna. |
| Cisterna della fossa cerebrale laterale (o silviana).             | È determinata dal passaggio a ponte dell'aracnoide sulla porzione basale della scissura laterale (di Silvio), quando essa sta passando dal lobo temporale al lobo frontale. | Al suo interno decorre l'arteria cerebrale media (o silvana). |
| Cisterna interpeduncolare                                         | È la porzione posteriore della cisterna delimitata posteriormente dal margine anteriore del solco pontomesencefalico, anteriormente dal margine anteriore chiasma ottico, lateralmente dalle facce mediali dei lobi temporali. È sita tra il chiasma ottico e la porzione superiore del ponte (di Varolio). | Comunica con le cisterne medie e laterali del ponte, nonché con la cisterna quadrigeminale (o della grande vena cerebrale di Galeno).                                                             |
| Cisterna laterale del ponte                                       | È compresa tra la superficie anteriore del bulbo e del ponte e la superficie del cervelletto. | Continua inferiormente con gli spazi subaracnoide che circondano il bulbo e il midollo spinale.                                                                                                   |
| Cisterna media del ponte                                          | È compresa tra la faccia anteriore del bulbo e la faccia anteriore del ponte. | Dà passaggio all'arteria basilare e le vene del plesso basilare. Continua inferiormente con gli spazi subaracnoide che circondano il bulbo e il midollo spinale.                                  |
| Cisterna quadrigeminale (o della grande vena cerebrale di Galeno) | Costituisce la porzione dorsale della cisterna ambiens. | È attraversata dalla grande vena cerebrale (di Galeno), e al suo interno sporgono l'epifisi e la lamina tecti.                                                                                    |